# Coppa del Re 1996-1997
La Copa del Rey 1996-1997 fu la 93ª edizione della Coppa di Spagna. Il torneo iniziò il 4 settembre 1996 e si concluse il 28 giugno 1997. La finale si disputò allo stadio Santiago Bernabéu di Madrid e la squadra vincente fu il Barcellona che eguagliò il record di titoli dell'Athletic Bilbao.

## Formula e squadre partecipanti
In questa edizione presero parte tutte le squadre di Primera División, 17 squadre di Segunda División e 33 squadre di Segunda División B che si sfidarono in scontri ad eliminazione diretta. I club della Primera División erano direttamente qualificati per il secondo turno eccetto i club impegnati nelle competizioni europee che entrarono in scena solo in seguito.

## Primo turno
Le partite furono giocate dal 4 al 19 settembre 1996.
| Squadra 1         | Totale | Squadra 2           | Andata | Ritorno |
| ----------------- | ------ | ------------------- | ------ | ------- |
| Leonesa           | 0 - 3  | Alavés              | 0 - 1  | 0 - 2   |
| Gimnàstic         | 2 - 6  | UE Lleida           | 0 - 2  | 2 - 4   |
| Guadix            | 0 - 1  | Granada             | 0 - 1  | 0 - 0   |
| Gernika           | 2 - 6  | Eibar               | 2 - 2  | 0 - 4   |
| Malaga            | 1 - 0  | Realejos            | 1 - 0  | 0 - 0   |
| Barakaldo         | 2 - 2  | Real Unión          | 1 - 2  | 1 - 0   |
| Córdoba           | 1 - 2  | Poli Ejido          | 0 - 1  | 1 - 1   |
| Mensajero         | 0 - 2  | Almería             | 0 - 1  | 0 - 1   |
| Real Jaén         | 1 - 4  | Las Palmas          | 0 - 1  | 1 - 3   |
| Atlético Marbella | 2 - 4  | Écija               | 1 - 2  | 1 - 2   |
| CF Lliria         | 1 - 5  | Villarreal          | 0 - 3  | 1 - 2   |
| Real Murcia       | 1 - 3  | Albacete            | 1 - 1  | 0 - 2   |
| Castellón         | 1 - 6  | Levante             | 0 - 3  | 1 - 3   |
| Torrelavega       | 0 - 3  | Osasuna             | 0 - 1  | 0 - 2   |
| Terrassa          | 2 - 0  | Figueres            | 1 - 0  | 1 - 0   |
| Zalla             | [ 1 ]  | Sestao Sport        | -      | -       |
| Racing Ferrol     | 2 - 1  | Ourense             | 1 - 1  | 1 - 0   |
| Real Avilés       | 6 - 1  | Marino de Luanco    | 3 - 1  | 3 - 0   |
| Talavera          | 3 - 2  | Badajoz             | 0 - 1  | 3 - 1   |
| Carabanchel       | 1 - 4  | Leganés             | 1 - 2  | 0 - 2   |
| Cacereño          | 2 - 7  | CP Mérida           | 1 - 5  | 1 - 2   |
| Getafe            | 2 - 2  | Toledo              | 2 - 2  | 0 - 0   |
| Manchego          | 1 - 2  | Salamanca UDS       | 0 - 0  | 1 - 2   |
| Gandía            | 3 - 9  | Maiorca             | 1 - 4  | 2 - 5   |
| Elche             | 0 - 1  | Racing Cartagena MM | 0 - 0  | 0 - 1   |

## Secondo turno
Le partite furono giocate dal 5 al 27 novembre 1996.
| Squadra 1           | Totale | Squadra 2           | Andata | Ritorno         |
| ------------------- | ------ | ------------------- | ------ | --------------- |
| Poli Ejido          | 0 - 0  | Granada             | 0 - 0  | 0 - 0 (3-4 dcr) |
| Real Avilés         | 1 - 8  | Real Oviedo         | 1 - 5  | 0 - 3           |
| Zalla               | 1 - 5  | Athletic Bilbao     | 0 - 3  | 1 - 2           |
| Osasuna             | 2 - 1  | Real Sociedad       | 1 - 0  | 1 - 1           |
| Eibar               | 1 - 1  | Racing Santander    | 1 - 1  | 0 - 0           |
| Alavés              | 1 - 1  | CD Logroñés         | 1 - 1  | 0 - 0           |
| Racing Cartagena MM | 0 - 3  | Villarreal          | 0 - 1  | 0 - 2           |
| Toledo              | 0 - 1  | Sporting Gijón      | 0 - 0  | 0 - 1           |
| Las Palmas          | 5 - 2  | Almería             | 2 - 0  | 3 - 2           |
| Terrassa            | 1 - 2  | UE Lleida           | 1 - 0  | 0 - 2           |
| Écija               | 1 - 4  | Betis               | 1 - 2  | 0 - 2           |
| Salamanca UDS       | 0 - 4  | Real Madrid         | 0 - 2  | 0 - 2           |
| Talavera            | 1 - 4  | Real Valladolid     | 0 - 3  | 1 - 1           |
| Maiorca             | 1 - 3  | Deportivo La Coruña | 1 - 0  | 0 - 3           |
| CP Mérida           | 2 - 5  | Extremadura         | 1 - 0  | 1 - 5           |
| Levante             | 1 - 2  | Hércules            | 1 - 0  | 0 - 2           |
| Racing Ferrol       | 2 - 4  | Celta Vigo          | 1 - 3  | 1 - 1           |
| Real Unión          | 1 - 6  | Real Saragozza      | 0 - 4  | 1 - 2           |
| Albacete            | 1 - 5  | Rayo Vallecano      | 0 - 0  | 1 - 5           |
| Leganés             | 1 - 2  | Compostela          | 1 - 1  | 0 - 1           |
| Malaga              | 0 - 1  | Siviglia            | 0 - 1  | 0 - 0           |

## Terzo turno
Le partite furono giocate dall'8 al 22 gennaio 1997.
- Extremadura
- Las Palmas

| Squadra 1      | Totale | Squadra 2           | Andata | Ritorno         |
| -------------- | ------ | ------------------- | ------ | --------------- |
| Villarreal     | 2 - 3  | Athletic Bilbao     | 0 - 1  | 2 - 2           |
| Siviglia       | 2 - 2  | Deportivo La Coruña | 2 - 0  | 0 - 2 (1-3 dcr) |
| Real Madrid    | 4 - 1  | Real Valladolid     | 2 - 1  | 2 - 0           |
| Granada        | 0 - 4  | Betis               | 0 - 1  | 0 - 3           |
| Osasuna        | 4 - 5  | Rayo Vallecano      | 3 - 2  | 1 - 3           |
| Espanyol       | 6 - 3  | Sporting Gijón      | 4 - 1  | 2 - 2           |
| Real Saragozza | 1 - 2  | Racing Santander    | 1 - 1  | 0 - 1           |
| UE Lleida      | 2 - 2  | Hércules            | 1 - 0  | 1 - 2           |
| Celta Vigo     | 4 - 2  | CD Logroñés         | 2 - 0  | 2 - 2           |
| Real Oviedo    | 1 - 3  | Compostela          | 1 - 0  | 0 - 3           |

## Ottavi di finale
Le partite furono giocate dal 28 gennaio al 6 febbraio 1997.
| Squadra 1           | Totale | Squadra 2       | Andata | Ritorno         |
| ------------------- | ------ | --------------- | ------ | --------------- |
| Atlético Madrid     | 5 - 2  | Compostela      | 2 - 0  | 3 - 2           |
| Racing Santander    | 2 - 1  | Athletic Bilbao | 1 - 0  | 1 - 1           |
| UE Lleida           | 1 - 1  | Celta Vigo      | 1 - 1  | 0 - 0           |
| Deportivo La Coruña | 2 - 2  | Espanyol        | 2 - 2  | 0 - 0           |
| Barcellona          | 4 - 3  | Real Madrid     | 3 - 2  | 1 - 1           |
| Las Palmas          | 2 - 2  | Valencia        | 0 - 2  | 2 - 0 (5-3 dcr) |
| Tenerife            | 0 - 5  | Betis           | 0 - 2  | 0 - 3           |
| Rayo Vallecano      | 4 - 3  | Extremadura     | 2 - 2  | 2 - 1           |

## Quarti di finale
I quarti si disputarono dal 26 febbraio al 13 marzo 1997.
| Squadra 1        | Totale | Squadra 2      | Andata | Ritorno |
| ---------------- | ------ | -------------- | ------ | ------- |
| Betis            | 4 - 1  | Rayo Vallecano | 2 - 0  | 2 - 1   |
| Atlético Madrid  | 6 - 7  | Barcellona     | 2 - 2  | 4 - 5   |
| Racing Santander | 1 - 3  | Celta Vigo     | 1 - 2  | 0 - 1   |
| Las Palmas       | 1 - 1  | Espanyol       | 0 - 0  | 1 - 1   |

## Semifinali
Le semifinali si disputarono dal 25 marzo al 3 aprile 1997.
| Squadra 1  | Totale | Squadra 2  | Andata | Ritorno |
| ---------- | ------ | ---------- | ------ | ------- |
| Betis      | 2 - 1  | Celta Vigo | 1 - 0  | 1 - 1   |
| Las Palmas | 0 - 7  | Barcellona | 0 - 4  | 0 - 3   |

## Finale
| Squadra 1  | Risultato | Squadra 2 |
| ---------- | --------- | --------- |
| Barcellona | 3 - 2     | Betis     |

| Arbitro: | Juan Ansuategui Roca |

| |            | |
| Figo 45’, 115’ Pizzi 85’ | Marcatori  | 11’ Alfonso 82’ Finidi |
| · Vítor Baía P · Ferrer D 84’ Abelardo D Couto D Sergi Barjuan D · Figo C 99’ de la Peña C Guardiola C Luis Enrique C · 66’ Stoichkov A Pizzi A Sostituzioni: · 66’ Amuneke C 84’ Óscar C 99’ Popescu D | Formazioni | · P Jaro D Jaime 17’ D Roberto Ríos D Vidaković D Merino 65’ C Nađ 85’ C Alexis C Finidi C Cañas 71’ A Jarni A Alfonso Sostituzioni: · D Ureña 65’ C Pier 71’ D Olías 85’ |
| Bobby Robson | Allenatori | Llorenç Serra Ferrer |

## Classifica marcatori
| Gol |  |  | Giocatore          | Squadra         |
| --- |  |  | ------------------ | --------------- |
| 7   |  |  | Diego Klimowicz    | Rayo Vallecano  |
| 6   |  |  | Ronaldo            | Barcellona      |
| 5   |  |  | José Oscar Flores  | Las Palmas      |
| 5   |  |  | Juan Antonio Pizzi | Barcellona      |
| 5   |  |  | Davor Šuker        | Real Madrid     |
| 4   |  |  | Juan Sabas         | Betis           |
| 4   |  |  | Alexandre          | Villarreal      |
| 4   |  |  | Milinko Pantić     | Atlético Madrid |
| 4   |  |  | Ljuboslav Penev    | Compostela      |
| 4   |  |  | Julio Rodríguez    | UE Lleida       |